# Гротусенког
Гротусенког (њем. Grothusenkoog) општина је у њемачкој савезној држави Шлезвиг-Холштајн. Једно је од 132 општинска средишта округа Нордфризланд. Према процјени из 2010. у општини је живјело 20 становника. Посједује регионалну шифру (AGS) 1054040.

## Географски и демографски подаци
Гротусенког се налази у савезној држави Шлезвиг-Холштајн у округу Нордфризланд. Општина се налази на надморској висини од 1 метара. Површина општине износи 3,3 km². У самом мјесту је, према процјени из 2010. године, живјело 20 становника. Просјечна густина становништва износи 6 становника/km².